# Distenia tonkinea
Distenia tonkinea är en skalbaggsart. Distenia tonkinea ingår i släktet Distenia och familjen långhorningar.

## Underarter
Arten delas in i följande underarter:
- D. t. tonkinea
- D. t. villiersi